# Ботричелло
Ботричелло (итал. Botricello) — коммуна в Италии, располагается в регионе Калабрия, подчиняется административному центру Катандзаро.
Население составляет 4586 человек, плотность населения составляет 300,9 чел./км². Занимает площадь 15,2 км². Почтовый индекс — 88070. Телефонный код — 0961.
Покровительницей коммуны почитается Пресвятая Богородица, празднование 15 августа.